# 9-я хромосома человека

Идиограмма 9-й хромосомы человека

9-я хромосо́ма челове́ка — одна из хромосом человеческого генома. Содержит около 145 миллионов пар оснований, составляя от 4 % до 4,5 % всего клеточного материала ДНК.
По разным оценкам, 9-я хромосома содержит от 800 до 1200 генов.

## Гены
Ниже приведены некоторые гены, расположенные на данной хромосоме:
- AB0 — гликозилтрансферазы систем групп крови ABO;
- ADAMTS13 — ADAM-пептидаза с тромбоспондиновым доменом тип 1, мотив 13;
- ALAD — дельта-аминолевулинат-дегидратаза;
- ALS4 — боковой амиотрофический склероз 4;
- ASS — аргининсукцинат-синтаза;
- CCL21 — хемокин (C-C motif) лиганд 21, SCYA21;
- CCL27 — хемокин (C-C motif) лиганд 27, SCYA27;
- COL5A1 — коллаген, тип V, альфа 1;
- CTSL2 — Катепсин L2;
- ENG — эндоглин (синдром Ослера-Ренду-Вебера 1);
- FXN — Фратаксин;
- GALT — галактозо-1-фосфат-уридилтрансфераза;
- GRHPR — глиоксилат редуктаза/гидроксипируват редуктаза;
- IKBKAP — ингибитор энхансера гена легкой цепи каппа-белка В-клеток;
- TGFBR1 — рецептор типа I трансформирующего ростового фактора, бета -1;
- TMC1 — трансмембранный белок, неясной функции, по строению похожий на канал;
- TSC1 — туберозный склероз 1;

### Плечо p
- AQP3 — Аквапорин 3;
- AQP7 — Аквапорин 7;
- IL33 — интерлейкин 33;
- RIG-I — рецептор группы RIG-I-подобных рецепторов;
- VLDLR — рецептор липопротеинов очень низкой плотности. Активируется рилином.

### Плечо q
- ALDH1A1 — альдегиддегидрогеназа 1A1;
- DNM1 — динамин;
- FBP1 — фруктозо-1,6-бисфосфатаза;
- FUT7 — фукозилтрансфераза;
- GABBR2 — R2-субъединица ГАМКB-рецептора;
- NOTCH1 — трансмембранный рецепторный белок человека;
- OGN — остеоглицин;
- PTGR1 — оксидоредуктаза метаболизма лейкотриена B4;
- TLR4 — Толл-подобный рецептор 4.

## Болезни и расстройства
- атаксия Френдриха (FRDA);
- болезнь Танжера (ABCI);
- галактоземия
- злокачественная меланома (CDKN2);
- семейная дизавтономия
- синдром Элерса-Данло;
- туберозный склероз (TSC1);
- хроническая миелоидная лейкемия (ABL)
- цитрулинемия